# Cathédrale Saint-Pierre-et-Saint-Paul
A Cathédrale Saint-Pierre-et-Saint-Paul a Nantes-i egyházmegye székesegyháza Franciaországban, Nantes városában.

## Története
A katedrálist II. Ferenc rendeletére kezdték el építeni 1434-ben. 1972-ben egy tűzvész károsította, de újjáépítették. Bretagne legnagyobb temploma nem a félszigeten szokásos barna terméskőből, hanem fehér tufából épült. A két nagy, 63 méteres bejárati torony dísztelen, annál szebben és gazdagabban díszítették viszont a bejárati kapukat szobrokkal, faragásokkal. Az öthajós katedrális belmagassága 37,5 méter, magasabb mint a Notre-Dame-é Párizsban. Itt látható II. Ferenc és felesége síremléke, amely Bretagne-i Anna rendelésére készült 1502 és 1507 között, ezek eredetileg egy másik templomban voltak elhelyezve, de a forradalom idején a város főépítésze darabokra szedte és elrejtette, 1817-ben állították fel újra, ekkor már a katedrálisban. A fekete márványból készült síremléket az erények, a bűnök, az erő és a jámborság jelképes szobrai veszik körül.
2020. július 18-án tűz ütött ki a székesegyház három helyén; az ügyészség gyűjtogatást feltételez. A tűzben megsemmisültek a katedrális ablakai és 15. századi orgonája.